# Noserius tibialis
Noserius tibialis är en skalbaggsart som beskrevs av Francis Polkinghorne Pascoe 1857. Noserius tibialis ingår i släktet Noserius och familjen långhorningar. Inga underarter finns listade i Catalogue of Life.